# The Restless Spirit
Pour plus de détails, voir Fiche technique et Distribution.
The Restless Spirit est un film muet américain réalisé par Allan Dwan et sorti en 1913.

## Synopsis
Le rêveur, n'étant pas satisfait de son mariage, décide de s'enfuir. Il rencontre la Fleur du Désert qui veut le convaincre de rentrer chez lui. À travers trois histoires, elle lui démontre son aveuglement...

## Fiche technique
- Réalisation : Allan Dwan
- Scénario : Allan Dwan, d'après le poème de Thomas Gray
- Chef-opérateur : Walter Pritchard
- Durée : 30 minutes
- Date de sortie : États-Unis : 27 octobre 1913

## Distribution
- J. Warren Kerrigan
- Pauline Bush
- Jessalyn Van Trump
- William Worthington
- George Periolat
- Lon Chaney